# Cythère, l'apprentie sorcière
Cythère, l'apprentie sorcière è una serie di fumetti fantasy di Fred, con protagonista una giovane strega apprendista. Pubblicata da Éditions Vaillant sulla rivista per ragazzi Pif Gadget dal 1978 al 1980. La serie è stata anche raccolta in album.

## Riassunto
Cythère (originariamente chiamata Siroderab) è una bambina dispettosa che impara la magia dalla nonna. L'opera presenta "il mondo onirico dell'autore, la sua abbondante immaginazione e i suoi riferimenti abituali".

## Album
- Cythère l'apprentie sorcière, Éditions G. P., collezione. Rouge et Or, 1980[3] ISBN 2-261-00778-7. (BNF 34736738)
  - Ripubblicata nel 2014 con lo stessotitolo, Ed, Dargaud[4], ISBN 9782205067316. (BNF 44218064)